# Парламентские выборы в Вануату (1995)
Парламентские выборы в Вануату состоялись 30 ноября 1995 года. Премьер-министром в результате создания парламентской коалиции остался представитель Союз умеренных партий Серж Вохор.
Результаты выборов в Парламент Вануату 30 ноября 1995
| Партии                           | Голоса | % | Места |
| -------------------------------- | ------ | - | ----- |
| Объединённый фронт               |        | . | 20    |
| Союз умеренных партий            |        | . | 17    |
| Национальная объединённая партия |        | . | 9     |
| Движение Na-Griamel              |        | . | 1     |
| Меланезийский фронт              |        | . | 1     |
| Беспартийные                     | -      | . | 2     |
| Всего                            |        |   | 50    |
| Источник: IPU                    |        |   |       |